# Diplipito

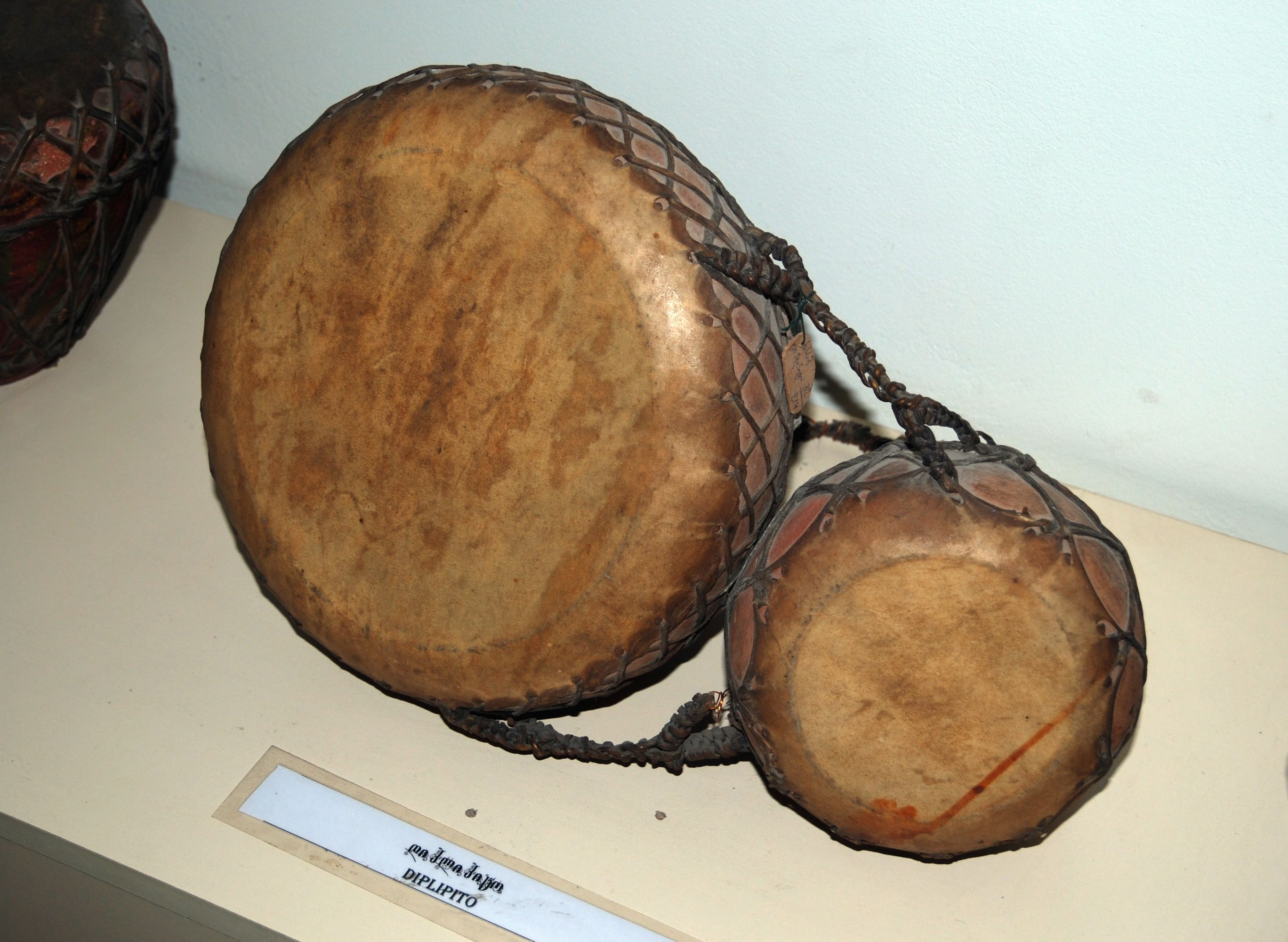
Diplipito

Le diplipito, (en géorgien : დიპლიპიტო), est un instrument à percussion répandu en Géorgie.

## Facture
Il est composé de deux pots en argile en forme de cône de même hauteur, mais de largeur différente, recouverts de cuir. Leur hauteur est de 20 à 25 centimètres, et leurs diamètres sont respectivement de 9 et 17 centimètres. Un cordon les relie et les rend solidaires.

## Jeu
Le diplipito est joué avec deux petits bâtons appelés « jambes de chèvre ». L'instrument est utilisé pour fournir des rythmes accompagnant la musique vocale et la musique de danse. Il est souvent associé à des instruments comme le doudouki, le pandouri et le salamouri. Il est généralement joué par les hommes, et joue un rôle important dans les ensembles folkloriques géorgiens.

## Note
1. ↑  Comme la plupart des instruments de musique joués dans le Caucase, en Asie mineure ou en Asie centrale, le diplipito existe dans plusieurs pays, avec des variantes de fabrication et des variantes de nom, ainsi d’ailleurs que des variantes de transcription : son nom est transcrit ici phonétiquement-.